# Pierre Bokma
 (octobre 2018).
Si vous disposez d'ouvrages ou d'articles de référence ou si vous connaissez des sites web de qualité traitant du thème abordé ici, merci de compléter l'article en donnant les références utiles à sa vérifiabilité et en les liant à la section « Notes et références ».
Pierre Bokma (né Pierre Henri Martin Bokma le 20 décembre 1955 à Paris) est un acteur néerlandais.

## Filmographie
- 1983 : Giovanni
- 1986 : L'Assaut (De aanslag)
- 1987 : Vroeger is dood
- 1989 : Leedvermaak (film) (nl) de Frans Weisz[2]
- 1989 : De avonden (film) de Rudolf van den Berg[3]
- 1991 : De provincie de Jan Bosdriesz[4]
- 1991 : Prospero's Books de Peter Greenaway : Francisco[5]
- 1992 : De nietsnut (film) (nl) de Ab van Ieperen : Frans[6]
- 1992 : De drie beste dingen in het leven de Ger Poppelaars[7]
- 1994 : Oude Tongen de Gerardjan Rijnders : Richard Delevita[8]
- 1997 : Gordel van smaragd (film) (nl) de Orlow Seunke[9]
- 1999 : De rode zwaan (nl) de Martin Lagestee[10]
- 2000 : De belager de Dana Nechushtan[11]
- 2001 : Qui vive (film) (nl) de Frans Weisz[12]
- 2001 : Miaou ! de Vincent Bal : Meneer Ellemeet[13]
- 2002 : Snapshots de Rudolf van den Berg : Max Meyer[14]
- 2003 : Interview (nl) de Theo van Gogh : Pierre Peders[15]
- 2003 : Cloaca (nl) de Willem van de Sande Bakhuyzen[16]
- 2004 : Amazones (nl) de Esmé Lammers[17]
- 2006 : Waiter ! de Alex van Warmerdam[18]
- 2006 : L'élu de Theu Boermans : Peter van der Laan[19]
- 2008 : Bloedbroeders (film) (nl) de Arno Dierickx[20]
- 2009 : Bob et Bobette : Les Diables du Texas de Mark Mertens et Wim Bien[21]
- 2009 : De Hel van '63 (nl) de Steven de Jong[22]
- 2009 : Komt een vrouw bij de dokter (nl) de Reinout Oerlemans : Huisarts[23]
- 2010 : Smoorverliefd (2010) (nl) de Hilde Van Mieghem : Gerd Denolf[24]
- 2011 : De bende van Oss de André van Duren : Sal Hedeman[25]
- 2012 : Quiz de Dick Maas : De man[26]
- 2013 : Borgman de Alex van Warmerdam : Priest[27]
- 2015 : De surprise (2015) (nl) de Mike van Diem :Security Van Zuylen Foundation[28]
- 2015 : Popoz (film) (nl) de Martijn Smits et Erwin van den Eshof : Mercator[29]
- 2015 : Cosmos Laundromat de Mathieu Auvray[30]
- 2015 : La Peau de Bax de Alex van Warmerdam : Bolek[31]
- 2016 : Tonio (film) (nl) de Paula van der Oest : Adri[32]
- 2018 : Le Banquier de la Résistance de Joram Lürsen : Meinoud Rost van Tonningen[33]